# Arbeitskreis jüdischer Sozialdemokratinnen und Sozialdemokraten
Der Arbeitskreis Jüdischer Sozialdemokratinnen und Sozialdemokraten (AJS) wurde im April 2007 gegründet und ist ein Arbeitskreis innerhalb der Sozialdemokratischen Partei Deutschlands.

## Geschichte
Die Gründung ist auf die Initiative des Berliner Juristen Sergey Lagodinsky zurückzuführen. Der Arbeitskreis wählte bei seiner konstituierenden Sitzung Sergey Lagodinsky und Peter Feldmann zu den beiden Sprechern der Gruppe.
Mit der Gründung des AJS organisierten sich Juden zum ersten Mal seit der Machtübernahme der Nazis institutionell innerhalb einer Partei in Deutschland. Die Parteispitze der SPD begrüßte ausdrücklich die Gründung. Der Generalsekretär der SPD Hubertus Heil sagte: „Ich freue mich, dass Juden und Jüdinnen mit dem neuen Arbeitskreis nun auch institutionell in der SPD ihr Engagement zeigen. Wir freuen uns auf die Zusammenarbeit.“

## Arbeitsinhalte

### Außenpolitik
Der Arbeitskreis versteht sich, im Gegensatz zu einigen Stimmen von außen, nicht als eine Lobby für Israel. So weist Sergey Lagodinsky darauf hin, dass der Arbeitskreis sich auf vielfältige Art und Weise politisch betätigen wolle. Man brauche eine neue, sachliche Auseinandersetzung – auch mit der Politik der USA, so Lagodinsky. Die Transatlantische Position innerhalb der Partei soll gestärkt werden. Der Arbeitskreis wird solidarisch an der Seite Israels stehen und sucht nach neuen Wegen, eine zukunftsfähige Israelpolitik Deutschlands und der SPD zu formulieren. Peter Feldmann betont dabei das unanzweifelbare Recht auf Existenz Israels und erwartet diese Haltung von der SPD-Spitze.

### Innenpolitik
Der Arbeitskreis will den gesellschaftlichen Diskurs positiv begleiten, aber auch auf ungelöste Probleme deutlich hinweisen. Zu diesen zählen unter anderem die Probleme der Anerkennung von Hochschulabschlüssen und Diplomen sowie die Rentenproblematik der meist aus der ehemaligen Sowjetunion zugewanderten Juden.
Der Arbeitskreis nimmt auch in den politischen Diskursen Stellung, die über den Bezug zu Juden hinausgehen. So zeigte sich der Arbeitskreis in einer veröffentlichten Presseerklärung im Mai 2007 besorgt über Ressentiments gegenüber Muslimen, die durch den Bau von Moscheen in Deutschland hervorgerufen werden. Ein Recht auf den Bau von religiösen Einrichtungen müsse aufgrund der Religionsfreiheit auch den Muslimen im Rahmen der baurechtlichen Grenzen zustehen.

### Regionalgruppen
Im Juni 2008 gründete sich innerhalb des AJS die Regionalgruppe Berlin/Brandenburg. Als Vorsitzende der Regionalgruppe Berlin-Brandenburg fungieren Renée Röske und Mirko Freitag.
Im Jahr 2010 gründete sich die Regionalgruppe Arbeitskreis Jüdischer Sozialdemokratinnen und Sozialdemokraten Südwest
(Hessen, Rheinland-Pfalz und Baden-Württemberg). Als Vorsitzende der Regionalgruppe fungieren Vered Zur-Panzer und Abraham de Wolf.

## Sprecher und Vorstand
- 2007–2011: Sergey Lagodinsky, Peter Feldmann
- 2011–2012: Ilia Choukhlov, Peter Feldmann
- 2012–2014: Abrahahm de Wolf, Vered Rosa Zur-Panzer, Grigory Lagodinsky, Jessica Schmidt-Weil, Alexander Hasgall
- seit 2015: Abraham de Wolf, Vered Rosa Zur-Panzer, Petra Somberg